# Keesing
Keesing Media Groep is een uitgever van puzzeltijdschriften. Het bedrijf is actief in 15 Europese landen. 

## Activiteiten
De uitgeverij verzorgt puzzeluitgaven in heel Europa onder verschillende merknamen. Bekende merknamen in het assortiment zijn 'Denksport' (Nederland en Vlaanderen), 'Sport Cérébral' (Frankrijk), 'Megastar' (Frankrijk, Spanje, Italië en Duitsland) en 'Tankesport' (Denemarken, Noorwegen en Zweden). Naast het Amsterdamse hoofdkantoor heeft het bedrijf internationale kantoren in Londen, Parijs, Madrid, Stockholm, Antwerpen en Kopenhagen. Keesing heeft ruim 300 medewerkers, waarvan ongeveer de helft in Amsterdam. Het bedrijf had in 2017 een omzet van 150 miljoen euro.

## Geschiedenis
In 1911 was Isaäc Keesing jr. de oprichter van uitgeverij 'Systemen Keesing'. Dit bedrijf was uitgever van Keesings Financieel Archief voor Beurs, Handel en Nijverheid, een blad met informatie voor beursspecialisten. Enkele jaren later kreeg Keesing een eigen zetterij, drukkerij en binderij. In 1930 verscheen het eerste puzzelboekje onder de naam Denksport. Dit wekelijks verschijnende eerste puzzelboekje bevatte zestien kruiswoordraadsels en kostte twintig cent. In 1931 begon Keesings Historisch Archief, een Nederlands tijdschrift over actuele onderwerpen, dat in het begin een weekblad was en als doel had objectieve informatie te verstrekken inzake actuele ontwikkelingen over de hele wereld, en deze informatie terugvindbaar te maken middels een thematische index. In de Tweede Wereldoorlog had de uitgeverij zwaar te lijden onder de bezetting door nazi-Duitsland, mede omdat alle Joodse medewerkers, waaronder Isaäc zelf en zijn zoon Leo, werden ontslagen. Isaäc en Leo Keesing wisten Nederland tijdig te ontvluchten, maar troffen na de oorlog een zwaar gehavende uitgeverij aan.
In 1955 werd puzzelbedrijf 'Keesing France' opgericht. In 1975 vestigde Keesing zich definitief in Parijs. De uitgeverij gaf puzzelboekjes uit onder de naam 'Sport Cérébral'. Keesing voerde aan het eind van de jaren zeventig het sterrensysteem in, waarbij de puzzels werden ingedeeld op moeilijkheidsgraad.
In 1997 werden de Deense puzzeluitgevers 'POB' en 'Interpresse' overgenomen. Eind negentiger richtte Keesing zich op de uitgeverij en werden de drukactiviteiten afgestoten. In 2006 werd het familiebedrijf Keesing verkocht aan TMG. Een jaar later werden de puzzeluitgaven van uitgeverij Sanoma verkocht aan Keesing, dat daardoor eigenaar werd van puzzelbladnamen als 'Puzzelsport', 'Bingo!' en '10 voor Taal'. In 2012 volgde de overname van het Franse 'Megastar'. De naam Megastar werd ook gebruikt voor de Spaanse, Duitse en Italiaanse taalgebieden.

### Overname door Ergon
In 2017 werd Keesing door TMG verkocht aan de Belgische investeringsmaatschappij Ergon Capital. Na de transactie bleef TMG een minderheidsaandeelhouder met een belang van 30%, Ergon was met 60% de grootste aandeelhouder en het management van Keesing heeft de overige 10%.
Keesing ging vervolgens op overnamepad. In september 2017 werd het Engelse 'Eye to Eye Puzzles' overgenomen. De positie op de Nederlandse en Vlaamse markt werd in januari 2018 verstevigd door de overname van concurrent Sanders Mediagroep uit Vaassen., in België ook uitgever van het merk 'De Puzzelaar'. In oktober 2018 nam Keesing een belang in de Amerikaanse brainapps-ontwikkelaar Elevate Labs uit San Francisco. In 2019 volgden de overnames van concurrerende puzzeluitgevers elkaar in hoog tempo op. In februari raakte bekend dat Keesing de puzzelbladen van het Zweedse Aller Media zou overnemen. In maart kondigde het bedrijf aan dat ze ook in Denemarken een overname hadden beklonken, ditmaal van puzzel- en stripverhalenuitgever PIB. Half juni werd alweer de derde overname van 2019 gefinaliseerd toen Keesing de activiteiten van branchegenoot Bastei Lubbe in Duitsland overnam. Dit bracht de totaalomzet van het bedrijf dat jaar op meer dan een kwart miljard euro. In 2020 volgden de overname van het Zweedse Dohi en de meeste puzzelactiviteiten van PRS in Italië.

### Overname door BC Partners
In november 2020 werd bekend dat Keesing wordt overgenomen door de Britse investeringsmaatschappij BC partners. De overnamesom is niet bekendgemaakt, maar in de markt circuleert het bedrag van 350 miljoen euro.